# Giovan Battista Carpi
Giovan Battista Carpi (Génova 1927-†1999) es un dibujante italiano de The Walt Disney Company. Trabajó principalmente dibujando los personajes de Pato Donald y Scrooge McDuck aunque también dibujó a Mickey Mouse. Él y Guido Martina crearon el personaje de Superpato, la identidad secreta del Pato Donald.
- Datos: Q954106